# Louis de Bussy d'Amboise
Louis de Bussy d'Amboise ou Louis de Clermont, Senhor de Bussy d'Amboise (1549-1579) é um cavalheiro típico da época de Henrique III de França, bravo e emplumado, orgulhoso, violento e provocador.
Bussy é sobrinho-neto do Cardeal d'Amboise e neto de João IV d'Amboise.
Como seu primo, François d'Amboise, acompanha o Duque de Anjou, futuro Rei Henrique III de França à Polônia, quando de sua eleição como rei do país. Entra a seguir para os serviços do Duque de Alençon, irmão caçula e rival do rei e torna-se seu favorito. Ganha rapidamente fama na Corte onde impõe-se e chega a tornar-se amante de Margarida, irmã do Rei e do Duque de Alençon (e primeira esposa de Henrique de Navarra, futuro rei de França).
Por sua atitude provocadora e desprezo com relação aos partidários do rei, Bussy toma parte nas tensões entre o rei e seu irmão que dominam a Corte. Bussy caçoa dos "Mignons" do rei (em tradução livre, "Os Queridinhos" do rei) e bate-se frequentemente com eles em duelo. Ajuda o Duque de Alençon a fugir da Corte onde o retêm Henrique III.

Brasão da Família Amboise.

Quando do Massacre de São Bartolomeu, em 1572, quando ainda reinava na França Carlos IX, irmão mais velho de Henrique e Francisco, Bussy assassina Antônio de Clermont, seu parente, com quem mantinha um processo judicial. Toma a seguir seu castelo.
Em 1576, Francisco de Alençon recebe o Anjou como apanágio. "Monsieur", a partir daí Duque de Anjou, nomeia Bussy governador de seu ducado e comandante do Castelo de Angers.
Bussy é finalmente vítima de sua arrogância. Em 19 de Agosto de 1579, ao tentar seduzir a Dama de Montsoreau, é morto numa armadilha armada pelo marido desta, Carlos de Chambes, Conde de Montsoreau.
Bussy d'Amboise é o herói do romance histórico A Dama de Monsoreau, de Alexandre Dumas.